# Włodzimierz Retelski
Włodzimierz Jerzy Retelski (ur. 6 lutego 1968) – polski polityk, działacz samorządowy, menedżer i przedsiębiorca. W latach 1998–2002 przewodniczący Rady miasta stołecznego Warszawy.

## Życiorys
Skończył LIII Liceum Ogólnokształcące Stowarzyszenia PAX pod wezw. św. Augustyna w Warszawie. W latach 1987–1994 studiował historię na Uniwersytecie Warszawskim. Przez rok na tej samej uczelni studiował również prawo. Podczas studiów udzielał się w Niezależnym Zrzeszeniu Studentów. W latach 1991–1992 pełnił funkcję Sekretarza Komisji Krajowej NZS. Zaangażował się w działalność polityczną w Kongresie Liberalno-Demokratycznym. Najpierw pełnił funkcję dyrektora jednego z biur poselskich, a następnie był dyrektorem Biura Krajowego Kongresu. W wyborach parlamentarnych w 1993 bez powodzenia ubiegał się o mandat poselski w okręgu warszawskim z listy KLD.
Po fuzji KLD i Unii Demokratycznej zaangażował się w działalność Unii Wolności. W latach 1994–1998 z jej list sprawował mandat radnego Gminy Warszawa Centrum. Zasiadał w komisjach: gospodarczej i bezpieczeństwa. W wyborach samorządowych w 1998 roku został wybrany radnym Warszawy z okręgu nr 6. W następstwie wyborów został przewodniczącym Rady miasta stołecznego Warszawy. Po zakończeniu kadencji odszedł z polityki. Był m.in. członkiem rady nadzorczej Polskiego Radia RDC. Następnie założył agencję reklamową i firmę zajmującą się PR.

## Wyniki wyborcze
| Wybory | Komitet wyborczy | Komitet wyborczy                       | Organ                       | Okręg | Wynik        |
| ------ | ---------------- | -------------------------------------- | --------------------------- | ----- | ------------ |
| 1993   |                  | Kongres Liberalno-Demokratyczny        | Sejm II kadencji            | nr 1  | 294 (0,04%)  |
| 1994   |                  | Koalicja Unia Wolności i Samorządności | Rada Gminy Warszawa-Centrum | nr 4  | 1888         |
| 1998   |                  | Unia Wolności                          | Rada m.st. Warszawy         | nr 5  | 5292 (0,37%) |